# Cortes de Arenoso (kommun)
Cortes de Arenoso är en kommun i Spanien.   Den ligger i provinsen Província de Castelló och regionen Valencia, i den östra delen av landet, 270 km öster om huvudstaden Madrid. Antalet invånare är 352. Arean är 81 kvadratkilometer. Cortes de Arenoso gränsar till Arañuel, Montanejos, Puebla de Arenoso, Zucaina och Villahermosa del Río. 
Terrängen i Cortes de Arenoso är kuperad åt nordväst, men åt sydost är den platt.